# Череевцы
Череевцы (укр. Череївці) — село в Ивановецкой сельской общине Мукачевского района Закарпатской области Украины.
Население по переписи 2001 года составляло 258 человек. Почтовый индекс — 89634. Телефонный код — 3131. Занимает площадь 0,891 км².